# Göteborg Sound
Göteborg Sound foi uma banda de punk rock de Gotemburgo, Suécia formada no ano de 1977. No final da década de 1970, eles lançaram seu primeiro single Rik Man, Fattig Man de 1978.

## Membros
- Lars-Olof "LOB" Bengtsson - vocal
- Sussane "Brandy" Wallén - vocal
- Björn Johansson - guitarra
- Dennis Johansson - guitarra
- Ulf Sandberg - baixo
- Janne "Esso" Olsson - bateria

## Discografia

### Singles & EPs
- 1978: Rik Man, Fattig Man
- 1978: 1978
- 1979: Ung & Stark
- 1979: Björn Borg
- 1986: GBG Punk 77-80 (samlingsskiva)
- 2019: Göteborg Sound